# 前148年
| 千纪： | 前1千纪 |
| 世纪： | 前3世纪 \| 前2世纪 \| 前1世纪                                                                                         |
| 年代： | 前170年代 \| 前160年代 \| 前150年代 \| 前140年代 \| 前130年代 \| 前120年代 \| 前110年代                               |
| 年份： | 前153年 \| 前152年 \| 前151年 \| 前150年 \| 前149年 \| 前148年 \| 前147年 \| 前146年 \| 前145年 \| 前144年 \| 前143年 |
| 纪年： | 西汉汉景帝中元二年 |

## 大事记

### 中国
- 废太子刘荣自杀。
- 匈奴攻汉燕地(今北京市)。

### 欧洲
- 第四次馬其頓戰爭，復辟的馬其頓王國成功控制了色薩利，並和迦太基結盟，但同年遭擊敗，羅馬共和國設置亞該亞、埃庇魯斯及馬其頓行省，直接進行統治。